# Jean-Philippe Stassen
Jean-Philippe Stassen (Luik, 14 maart 1966) is een Joods-Belgische striptekenaar en scenarioschrijver.

## Biografie
Zijn vader was directeur van een lager school en zijn moeder regentes. Hij studeerde aan de Sint-Lukasacademie in Luik. Met scenarist Denis Lapière maakte hij een eerste strip, Bahamas, die werd voorgepubliceerd in het stripblad L'Écho des savanes en in album verscheen bij uitgever Albin Michel. Een tweede album volgde het jaar daarop, Bullwhite, dat zich afspeelt in de Verenigde Staten tijdens de heksenjacht op communisten. Daarna maakte hij een rondreis door Afrika en de tekeningen en aquarellen daar gemaakt, exposeerde hij in Luik. Op basis hiervan stelde Denis Lapière hem een nieuw scenario voor, Brieven uit de bar over het lot van migranten. Dit album werd bekroond op het Internationaal Stripfestival van Angoulême.
Stassen begon daarna zelf aan een scenario en koos als thema de volkerenmoord in Rwanda. Zijn ex-vriendin was Rwandese en hij had zelf veel in Afrika gereisd. Als research reisde hij zelf naar Rwanda en hieruit ontstond de strip Deogratias. De hoofdpersoon is een Hutu die zelf heeft deelgenomen aan de moordpartijen en tot waanzin is gedreven. Zijn volgende strip De kinderen speelt zich af in buurland Burundi, handelt over de taal van kinderen en is meer conceptueel van aard.
In 2006 maakte hij illustraties bij het boek van Joseph Conrad, Hart der duisternis, die achteraf werden geëxposeerd in het Paleis van Schone Kunsten in Charleroi.

## Tekenstijl
Zijn eerste albums tekende hij in de klare lijnstijl. Later evolueerde zijn tekenstijl en werkte hij met beelden van licht of donker verzadigd.